# Parisis laxa
Parisis laxa is een zachte koraalsoort uit de familie Parisididae. De koraalsoort komt uit het geslacht Parisis. Parisis laxa werd in 1865 voor het eerst wetenschappelijk beschreven door Verrill. 